# Улица Яунаву
Улица Я́унаву (латыш. Jaunavu iela, Девичья улица) — улица в Риге, в историческом районе Старый Город. Идёт от улицы Тиргоню как продолжение улицы Маза Яунаву к улице Маза Яуниела. Длина улицы — 65 метров.

## История
В конце улицы, пролегавшей позади ратуши и идущей к берегу Даугавы, находилась башня Либекас (Сиеву). В XIII веке рядом с башней находилось подворье любекских купцов. Фундамент башни раскопан в 1949 году. От небольшой, четырёхугольной в плане постройки сохранился только погреб — некогда первый этаж, остальное было снесено в XVIII веке после окончания Северной войны.

## Достопримечательности
Украшением улицы являлся дом № 3 (дом Рутенберга, архитектор Кристоф Хаберланд). Основная часть застройки улицы погибла в годы Второй мировой войны.
В настоящее время практически на всём своём протяжении улица является внутренней для комплекса рижской Ратуши